# Уряд В'єтнаму
Уряд В'єтнаму — вищий орган виконавчої влади В'єтнаму.

## Голова уряду
- Прем'єр-міністр — Нгуєн Суан Фук (англ. Nguyen Xuan Phuc).
- Віце-прем'єр-міністр — Чун Хоа Бін (англ. Truong Hoa Binh).
- Віце-прем'єр-міністр — Вон Дін Хуе (англ. Vuong Dinh Hue).
- Віце-прем'єр-міністр — Трінх Дін Дун (англ. Trinh Dinh Dung).
- Віце-прем'єр-міністр — Ву Дук Дам (англ. Vu Duc Dam).
- Віце-прем'єр-міністр — Фам Бін Мін (англ. Pham Binh Minh).

## Кабінет міністрів
Склад чинного уряду подано станом на 6 травня 2016 року.
| Логотип | Міністерство                                            | Міністр                                         | Фото | Час на посаді | Час на посаді | Партія | Партія | Вебсайт |
| ------- | ------------------------------------------------------- | ----------------------------------------------- | ---- | ------------- | ------------- | ------ | ------ | ------- |
|         | Міністерство будівництва                                | Фам Хонг Ха (Pham Hong Ha)                      |      |               |               |        |        |         |
|         | Міністерство внутрішніх справ                           | Лі Він Тан (Le Vinh Tan)                        |      |               |               |        |        |         |
|         | Міністерство громадської безпеки                        | генерал-лейтенант То Лам (To Lam)               |      |               |               |        |        |         |
|         | Міністерство екології та природних ресурсів             | Чан Хон Ха (Tran Hong Ha)                       |      |               |               |        |        |         |
|         | Міністерство закордонних справ                          | Фам Бін Мін (Pham Binh Minh)                    |      |               |               |        |        |         |
|         | Міністерство інформації та комунікації                  | Труонг Мін Туан (Truong Minh Tuan)              |      |               |               |        |        |         |
|         | Міністерство культури, спорту і туризму                 | Нгуєн Нгок Тьєн (Nguyen Ngoc Thien)             |      |               |               |        |        |         |
|         | Міністерство науки і технології                         | Чу Нгок Ан (Chu Ngoc Anh)                       |      |               |               |        |        |         |
|         | Міністерство оборони                                    | генерал-лейтенант Нго Сюань Ліч (Ngo Xuan Lich) |      |               |               |        |        |         |
|         | Міністерство освіти                                     | Фунг Сюань Нха (Phung Xuan Nha)                 |      |               |               |        |        |         |
|         | Міністерство охорони здоров'я                           | Нгуєн Тхі Кім Тьєн (Nguyen Thi Kim Tien)        |      |               |               |        |        |         |
|         | Міністерство планування та інвестицій                   | Нгуєн Чі Дун (Nguyen Chi Dung)                  |      |               |               |        |        |         |
|         | Міністерство праці, жертв війни і соціального добробуту | Дао Нгок Дун (Dao Ngoc Dung)                    |      |               |               |        |        |         |
|         | Міністерство промисловості та торгівлі                  | Тран Туан Ан (Tran Tuan Anh)                    |      |               |               |        |        |         |
|         | Міністерство сільського господарства і розвитку         | Као Дук Фат (Cao Duc Phat)                      |      |               |               |        |        |         |
|         | Міністерство транспорту                                 | Труон Куан Нгіа (Truong Quang Nghia)            |      |               |               |        |        |         |
|         | Міністерство фінансів                                   | Дінь Тьєнь Дун (Dinh Tien Dung)                 |      |               |               |        |        |         |
|         | Міністерство юстиції                                    | Лі Тхан Лон (Le Thanh Long)                     |      |               |               |        |        |         |
|         | Державна інспекція                                      | Фан Ван Сау (Phan Van Sau)                      |      |               |               |        |        |         |
|         | Адміністрація уряду                                     | Май Тьєн Дун (Mai Tien Dung)                    |      |               |               |        |        |         |
|         | Державний комітет національних меншин                   | До Ван Чжень (Do Van Chien)                     |      |               |               |        |        |         |